# Джим Волш (баскетболіст)
Джим Волш (англ. Jim Walsh, 29 серпня 1930 — 4 березня 1976) — американський баскетболіст.
Олімпійський чемпіон 1956 року.